# 바데시
바데시(Badesi, 갈루레세: Badèsi)는 이탈리아의 사르데냐 주에 있는 사사리도의 코무네이다. 칼리아리에서 북쪽으로 약 200 킬로미터 (120 mi), 올비아에서 서쪽으로 약 50 킬로미터 (31 mi) 떨어져 있다. 2004년 12월 31일 기준으로 인구는 1,860명이며 면적은 30.7 제곱킬로미터 (11.9 mi2)이다.
바데시는 다음 코무네들과 경계를 이룬다: 트리니타다굴투에비뇰라, 발레도리아, 비달바.